# José Damián Villacorta
José Damián Villacorta (Zacatecoluca, 1796 - Nueva San Salvador, 11 de junio de 1860) fue un político salvadoreño que ejerció como jefe supremo en calidad de vicejefe del Estado entre el 16 de febrero y el 4 de diciembre de 1830.

## Biografía
Sus padres fueron Esteban Gabriel de Villacorta y María Ignacia de Cañas. Se casó con doña Francisca de la Cotera.
Obtuvo en la Universidad de San Carlos, de Guatemala, el grado de licenciado en Derecho Civil. Fue también un eminente canonista. Es considerado como una de las figuras más ilustres de la Historia Nacional.
Fue prócer de la Independencia Nacional y diputado al Congreso Constituyente de Estado en 1824; elaboró el proyecto de Carta Magna, por cuyo motivo se le llamó con justicia "Padre de las Instituciones Salvadoreños".
Secretario de la Asamblea Constituyente, fue nombrado Fiscal de la Corte Suprema de Justicia, Consejero del Estado y Vicejefe Político.
Por repudiar las intromisiones del General Francisco Morazán en los asuntos internos del país, fue aprisionado y conducido con grillos a Guatemala, juntamente con todas las autoridades del Estado que fueron depuestas en 1832.
En 1835 fue Diputado y Presidente temporal de la Legislatura. Se ignora porqué se radicó en Guatemala.
En 1840, no aceptó el cargo de Designado a la Presidencia de la República, se volvió a establecer en El Salvador tres años más tarde.
Durante algún tiempo fue catedrático de la Facultad de Jurisprudencia y Ciencias Sociales de la Universidad de El Salvador, después fue elegido Vicerrector de la citada Universidad de El Salvador ejerciendo sus funciones rectorales.
Fue Presidente de la Corte Suprema de Justicia en 1851 y 1858, y  uno de los vecinos fundadores de la Ciudad de Nueva San Salvador, donde, en cumplimiento de la Ley, estableció el Supremo Tribunal de Justicia, en diciembre de 1856.
Durante su administración, hubo un Decreto Legislativo en marzo de 1830 ordenando la extinción de las órdenes religiosas del Estado de El Salvador, pudiendo residir en sus conventos las personas que los componían. Declaró pertenecer al Estado todos los conventos. El 4 de diciembre de 1830, entregó el Poder Supremo a don José María Cornejo.
| Predecesor: José María Cornejo | Vicejefe de El Salvador 1830 | Sucesor: José María Cornejo |

- Datos: Q1709136